# Montserrat Soler i Carnicer
Montserrat Soler i Carnicer (Barcelona, 22 d'octubre de 1924) és una pedagoga catalana. Va estudiar Magisteri i va triar l'escola pública com a camp per al seu exercici professional. La seva primera destinació va ser un poble pròxim a la ciutat de València, d'on es va traslladar a Moià i posteriorment a l'escola Joan Maragall de Barcelona, actualment desapareguda. Com a mestra va participar activament en el Moviment de Renovació Pedagògica i va col·laborar amb Marta Mata en els primers cursos de l'Escola de Mestres Rosa Sensat.
Dona compromesa amb el seu moment històric, va participar en moviments pacifistes europeus i en el moviment veïnal a través de l'Associació de Veïns Joan Maragall i de les entitats culturals del Guinardó, on residia. Va tenir un paper destacat en la lluita antifranquista i en activitats de defensa i recuperació de la llengua i la cultura catalanes, i juntament amb el seu marit, Pere Domènech, i amb Jordi Llimona, es va implicar en la UGT i en la fundació del Partit dels Socialistes de Catalunya.
Arribada l'etapa de la democràcia, va ser elegida vicepresidenta del Districte d'Horta-Guinardó i consellera de la Dona i de Cultura al districte en els mandats 1983-1987 i 1987-1991. Entre els anys 1999 i 2003 va tornar a ser consellera de Cultura. Sempre preocupada per promoure el diàleg i la participació ciutadana, la seva activitat al districte es va caracteritzar pel seu suport al treball de les entitats i pel bon nivell de col·laboració que va establir-hi. D'aquesta etapa de treball municipal cal destacar la creació dels Premis Horta-Guinardó, la Mostra de Teatre, la Trobada de Corals i l'impuls que va donar a les aules de cultura per a la gent gran, en col·laboració amb la Universitat Autònoma. Totes aquestes iniciatives i d'altres que va promoure continuen vigents actualment. El 1994 li va ser concedit el Premi Horta-Guinardó a l'animació sociocultural. El 2007 va rebre la Medalla d'Honor de Barcelona.